# グランド・タック・モデル

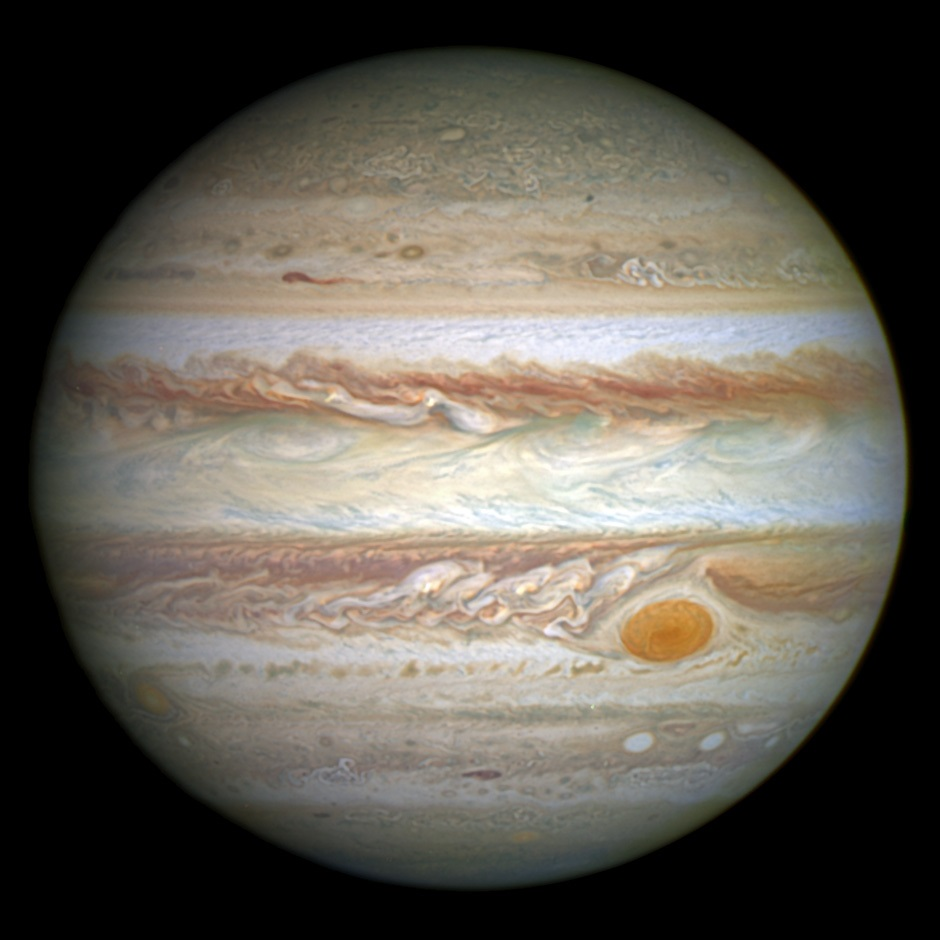
木星はその「グランドタック」によって太陽系を形作ったのかもしれない。

グランド・タック・モデル (grand tack hypothesis) とは、「太陽から 3.5 au の軌道で形成された木星が、より内側の 1.5 au の辺りまで移動 (migration) し、さらに土星との軌道共鳴の影響を受けて反転し、現在の 5.2 au の軌道で停止した。」とする、惑星物理学における仮説である。木星の方向転換が、帆船が風上に向けて帆走する際に方向を変える「タッキング」と似ていることから名付けられた。
この木星の動きによって、円盤状に広がっていた数多くの微惑星が 1.0 au の辺りまで一掃されたため、火星を形成するために残された物質は限られたものとなった。また木星が現在小惑星帯（メインベルト）がある領域を2度横切ることで、小惑星は内と外に分散された。木星に一掃された微惑星同士の衝突によって生まれたデブリは、地球などより前に形成されていた初期世代の惑星を太陽へと落下させたかもしれない。

## 説明
グランド・タック・モデルでは、木星は形成後に2段階の移動、すなわち日心距離 1.5 au へ至る軌道への内向き移動と、方向転換後の外側への移動を経るとされる。木星は最初、およそ 3.5 au 辺りにある凍結線の近辺で形成される。木星は、ガス円盤の中でギャップ（溝、あるいは間隙）を切り開いた後、タイプII移動 (Type II migration) と呼ばれる太陽へのガス円盤降着に伴う内向きのゆっくりとした惑星移動を経る。もし遮るものがなければ、木星はこの移動によって近年他の恒星系で発見されているホット・ジュピターのように、太陽に極めて近接した軌道まで移動しただろう。土星もまた太陽方向へ移動するが、木星より小さいため移動は速く、タイプI移動 (Type I migration) もしくは runaway migration と呼ばれる移動を経る。これは土星がガス円盤に対して励起して生じる密度波が及ぼす重力によるものである。やがて土星は木星と合流し、移動の間に木星と 2:3 の平均軌道共鳴に捕獲される。この時、木星と土星の作ったガス円盤のギャップが重なり合った状態となり、共に移動する2つの惑星の力関係が変化する。土星は、外側の円盤によって木星にかかるトルクを減少させる隙間の一部を部分的に切り開く。このとき、外側の円盤から受ける負のトルクを超える正のトルクが「内部リンドブラッド共鳴」によって生じるために両惑星に掛かるトルクの合計は正へと変わり、ともに外側へと移動を始める。惑星間の相互作用によってガスがギャップを通じて流れることが可能となるため、惑星の外向きの移動は継続する。このときギャップを流れるガスは、移動の間中惑星と角運動量を交換し、正のトルクを与える。また外部円盤から内部円盤へと質量を移動させ、両惑星のより外側への移動を可能とする。内部円盤へのガスの流入はまた、太陽への降着による内部円盤ガスの減少を緩和し、内部円盤・外部円盤の質量比の減少を緩やかにする。内部円盤の太陽への降着は、一方で内側からのトルクを減らすため、両惑星の外向き移動を終わらせる。
グランド・タック・モデルは、木星が内向き移動によって 1.5 au に達したときに移動が反転すると仮定する。木星と土星の外向き移動は、フレア構造を持つ円盤の中でトルクがゼロになる配置になるか、あるいはガス円盤が散逸するまで継続する。もしグランド・タック・モデルが正しいならば、この惑星移動は木星が現在の軌道の近くまで来たときに終えたと推測される。

## グランド・タック・モデルの範囲
この仮説は、太陽系の様々な事象に適用することができる。

### 火星問題
木星のグランドタックは、火星を形成するのに必要な物質を制限することによって「火星問題」を解決する。火星問題とは、地球型惑星の形成に関するいくつかのシミュレーションに見られる不整合で、内部太陽系に分布する微惑星によって地球型惑星の形成が始まると、現在の火星の領域に0.5～1.0地球質量という、現実の火星の質量である0.107地球質量に比べて遥かに大きな惑星ができ上がってしまう、という問題である。木星の内側への移動は、材料物質の分布を変え、微惑星を内向きに動かすことで 1.0 au 以内に物質の狭く濃い帯を形成させる一方で、火星の領域をほぼ空っぽにしてしまう。惑星胚 (planetary embryo) は狭い帯の中で速やかに形成される。そのほとんどは6000万年から1.3億年にわたって衝突と合体を繰り返し大型の地球型惑星（金星と地球）を形成するが、一部は帯の外へと散乱される。これらの散乱された惑星胚は、成長に必要な物質を奪われたため成長が遅くなり、小型の地球型惑星である火星と水星を形成する。

### 小惑星帯
木星と土星は移動の間に、当初の軌道にあった微惑星をほとんど弾き出し、元の木星軌道の内側と外側に起源をもつ微惑星の残骸を残す。この取り残された微惑星たちは、異なるタイプの小惑星が混合しているという小惑星帯の構造を説明する。木星の移動以前は、木星周辺の領域は太陽からの距離によって異なる組成の微惑星が存在していた。岩石質微惑星が内側の領域を占有する一方で、より始原的な氷微惑星が凍結線を超えた外側の領域に分布していた。木星と土星が内側に移動することで、内側に位置していた小惑星の最大 15% が土星軌道の外側まで散乱される。木星と土星は、反転した後にこれらの微惑星との一次遭遇によって、元の数の約 0.5% 程度を内側の安定軌道へと戻す。木星と土星が外側の領域に達した後、外側に位置していた始原的微惑星の 0.5％ が小惑星帯外縁部へと散乱される。木星と土星との遭遇は、大きな離心率と軌道傾斜角を持つ微惑星を数多く残す。これらの微惑星は、ニースモデルで提唱されている巨大惑星の軌道不安定性の間に数が減少すると考えられ、そのため小惑星帯の軌道離心率分布は現在のものと似たものになる。氷微惑星の一部は地球型惑星が形成される領域に取り残され、これが集積期の惑星に衝突することで惑星に水をもたらす。

### スーパーアースの欠如
太陽に近い軌道を持つスーパー・アースが太陽系に存在しないのも、木星の内側への移動の結果によるものかも知れない。木星の内側への移動によって微惑星は木星の平均軌道共鳴に捕らえられ、軌道は縮小し、その離心率は大きくなる。衝突の連鎖によって、微惑星間の相対速度は破壊的な衝突をもたらすのに十分なほど大きくなる。その結果生まれる微惑星のデブリは、ガス円盤からの抵抗を強く受け、内向きらせん軌道を描いて太陽へと落下する。もし初期の太陽系にスーパー・アースが存在したとしても、微惑星のデブリを軌道共鳴領域へと捕獲し、太陽へ向かって運び去られてしまったことだろう。一方で、現存する地球型惑星は、木星の反転以降に残された微惑星から作られた。しかしながら、デブリが合体することでより大きな天体へと成長したとすれば、そのガス抵抗の影響が減るために落下は妨げられ、結果としてスーパー・アースの太陽への落下は抑制されたかもしれない。また原始惑星系円盤の内縁部に空洞 (inner cavity) があれば、スーパー・アースの内向き移動はそこで停止しただろう。もし内部太陽系でまだ惑星が形成されていなかったとしても、衝突カスケードによって、大きな天体の破壊で太陽風圧の影響を受けるほど小さなデブリが残されうる。太陽系内側に惑星が形成されていなかった場合、連鎖的な衝突が起きている最中の大きい天体の破壊によって、小さいデブリが残される。初期太陽系での太陽風は強力であり、十分に小さくなったデブリは外側へと押し出されてしまい、水星軌道よりも内側には惑星を形成するための材料はほとんど残されなかったと考えられる。

### その後の進展
粘性加熱と惑星胚の移動を考慮した原始惑星系円盤のモデルを用いた地球型惑星形成のシミュレーションでは、木星の移動の反転は 2.0 au で起きたことが示唆されている。これらのシミュレーションでは、惑星胚の離心率は木星からの摂動によって励起される。この比較的高い離心率は、近年想定されているような濃密なガス円盤との相互作用で減衰し、惑星胚の軌道長半径を減少させ、固体物質の密度ピークを内側へとシフトさせる。木星の移動の反転が 1.5 au で起きたとするシミュレーションでは、最大の地球型惑星は地球軌道付近よりも金星軌道付近で形成されやすい。そのため、2.0 au での木星の移動方向の反転を想定したモデルは、現在の太陽系をより再現しているといえる。
Hit and run 衝突による破片の発生が考慮された早期軌道不安定のシミュレーションは、地球型惑星の軌道をよりよく再現する。この衝突によって生じた多数の小天体は、衝突や力学的摩擦を通じて成長途上にある惑星の離心率と傾斜角を低下させる。また、このことは金星や地球の形成時間を（火星と比較して）稼ぐことにつながり、地球型惑星の質量の大部分を担わせることにつながる。
小惑星帯を跨ぐ巨大惑星の移動は、CBコンドライトの形成に繋がる衝突速度の急激な上昇をもたらす。CBコンドライトは、CAI形成後4.8±0.3 百万年にインパクトメルトから晶出した鉄/ニッケルの団塊を含む、金属分に富む炭素質コンドライトである。これらの金属の気化には 18 km/s 以上の衝突速度が必要だが、これは標準集積モデルにおける最大相対速度 12.2 km/s を遥かに超える。しかしながら、木星が小惑星帯領域を通過することによって微惑星の離心率と傾斜角を増大させ、金属を気化させるのに十分な衝突速度が生じる期間を50万年間作り出す。もしCBコンドライトの形成が木星の移動に起因するならば、CBコンドライト年代から、木星移動は太陽系形成の450～500万年後に起こったと推定される。
タイタンに厚い大気があり、ガニメデとカリストに大気がないことは、グランド・タックと衛星形成のタイミングの前後関係によって説明できるかもしれない。ガニメデとカリストがグランド・タックの前に形成されたとすると、それらの大気は木星が太陽に近づく際に失われただろう。しかしながら、タイタンが周土星円盤との相互作用によるタイプI移動を免れ、大気が生き残るためには、グランド・タックの後にタイタンが形成されなければならない。
他の惑星胚との接近遭遇は周火星円盤の不安定を招き、そこから形成される火星の衛星の質量を減少させる可能性がある。他の惑星によって火星が散乱されると、周囲の物質が他の惑星の影響を受けて枯渇するまでこのような遭遇が起こり続ける。この遭遇は他の惑星から切り離された安定な火星軌道をもたらす一方で、衛星形成が起こる火星周領域の材料物質の円盤に摂動を与えることになる。この摂動は材料物質の火星周回軌道からの離脱や火星地表面への衝突を招き、結果としてより小さな衛星の形成をもたらすかもしれない。
狭い範囲に円環状に分布した物質から惑星が形成されたとする最近のモデルでは、月を形成する衝突を起こすサイズの天体である火星は急速に形成されることが示唆されている。また月が形成された後に地球に降着する質量は、惑星の寡占的成長段階が、質量の大部分が火星サイズの惑星胚、少量が微惑星として存在する状態で終わったと考えると最もよく再現される。このシナリオでは、月を形成した衝突は6000万〜1億3000万年の間に発生したとされる。

## 問題点
もし火星が地球や金星と異なる組成を持っている場合、火星の集積の大部分はグランド・タックによって形成された狭い円環状の物質の外で発生したはずである。グランド・タックで形成された円環内で成長する惑星は、最終的に同様の組成になる。火星を形成した惑星胚が比較的小さい間にグランド・タックが早期に発生したのであれば、小惑星が経験したのと同様に外向きに、その後内向きに散乱された場合、異なる組成を持つ火星が形成される。これが発生する確率はおよそ 2% である。
後の研究では、散逸していく円盤の中では木星と土星の収束していく惑星移動は 3:2 平均運動共鳴を起こせないことが指摘されている。初期の円盤の中では土星は速い runaway migration ではなく、より低速な移動を起こし、2:1 の平均運動共鳴に捕獲される。木星と土星の 2:1 平均運動共鳴への捕獲では一般に移動の方向は反転しないが、特定の円盤の配置では外向きの移動が駆動される可能性があることが分かっている。しかしこの配置の場合、木星と土星の軌道離心率はそれぞれ現在の2倍と3倍大きな値に励起してしまう傾向がある。また円盤の温度と粘性が、土星が深いギャップを形成できるような値であった場合、惑星にかかる合計のトルクは負の値になり、系全体が内側へ移動してしまう。
グランド・タック・モデルでは、木星と土星の進行中の質量降着は無視している。実際には、2つの惑星の外向きの移動を駆動して現在の軌道まで移動させるには、原始太陽系星雲は2つの惑星の軌道の周りに十分な量のガスを保持している必要がある。しかしそのようなガスは惑星への降着源となり、木星と土星の質量、および両者の質量比に影響を及ぼす。木星と土星が 3:2 の平均運動共鳴に捕獲されるために必要な円盤の密度は、2つの惑星が生き残るためには特に危険である。これは、木星と土星の著しい質量の成長と、その後の惑星同士の重力散乱を引き起こす可能性があるからである。しかし、両者が 2:1 の平均運動共鳴に捕獲されるような円盤の条件もまた惑星を危険に晒す。両惑星へのガスの降着によってギャップの内側の円盤への供給が減らされ、太陽への物質の降着率が低下する。この過程によって木星軌道の内側の円盤が枯渇し、内部リンドブラッド共鳴によって木星にもたらされるトルクが弱くなるため、惑星の外向き移動が終わってしまう可能性がある。

## 代案
上記のように、グランド・タック・モデルは太陽系形成における様々な問題点を解決するために提案された仮説であり、現在の太陽系の内側領域の特徴をおおむね良く再現している。しかしこれらの問題点はグランド・タック・モデル以外でも説明が可能であり、以下のような代替仮説が提案されている。

### 火星質量および小惑星帯
火星の質量が小さいことを説明するための仮説は複数存在する。小さい火星は、内部太陽系全体で分配される微惑星によって始まる地球型惑星成長のシミュレーションのごく一部で作られる。もし木星と土星が現在の軌道にあったままでも地球型惑星の成長が起こるとすれば（例えばニースモデルの不安定期後）、現在の火星軌道近くの微惑星円盤の局所的な枯渇は低質量の火星を作るのに十分である。微惑星の形成前に固体の物質が内部に移動することによってできる急な表面密度の特徴を持つ微惑星円盤もまた、小さな火星と低質量の小惑星帯を生む結果となる。「ペブル集積モデル」によれば、もしガス円盤が吹き飛ばされ、「ペブル」(pebble) と呼ばれるセンチメートルサイズの固体微粒子が大きければ、太陽からの距離が遠くなるにつれて微惑星や惑星の「胚」へのペブルの集積効率が著しく悪くなり、火星のサイズを超えて天体が成長することを妨げ、小惑星帯を小質量のままとする。ガス円盤が散逸する最中に永年共鳴の位置が小惑星帯の領域を掃くように進むことによっても、小惑星の傾斜角と離心率は励起される。そのため相対速度が上昇し、衝突によって降着よりも破壊が卓越することになる。これらの仮説の多くも、小惑星帯の質量が小さいことを説明できる。
小惑星帯の軌道離心率と軌道傾斜角、および小惑星帯の質量が小さいことを説明する仮説も数多く存在する。現在の小惑星帯の領域で形成される微惑星が少ないため初期は空白であった場合、その領域は木星と土星のガス降着の最中に内側へ散乱された氷微惑星と、地球型惑星の形成によって外側に散乱された岩石微惑星によって占められた可能性がある。また、この際に内側に散乱された氷微惑星は地球型惑星が存在する領域に水を供給した可能性もある}。
もし木星と土星の共鳴軌道がニースモデルでの不安定性よりも早くカオス的になった場合、初期に低質量だった小惑星帯は永年共鳴によって軌道離心率と傾斜角が励起され得る。小惑星の離心率と傾斜角は巨大惑星の軌道不安定が発生している間にも励起され、もしこの状態が数十万年にわたって継続すれば現在の値にまで到達する。初期の重い小惑星帯中での小惑星と惑星胚の間の重力的な相互作用は小惑星の軌道長半径を変化させることでこれらの効果を増幅させ、多くの小惑星の軌道を惑星との相互作用によって取り除かれる不安定な軌道へと追いやる。その結果として初期の質量の 99% 以上が失われる。ガス円盤が散逸する最中の永年共鳴によっても小惑星の軌道は励起され、軌道離心率が大きくなった後のガス抵抗によって小惑星は太陽へとらせん状に落下していき、大部分の小惑星は取り除かれる。

### スーパー・アースの欠如と水星質量
太陽に近い軌道にスーパー・アースが存在しないことと、水星の質量が小さいことを説明する仮説に関しても、グランド・タック・モデルの他に複数の説が存在する。
木星のコアは一般的には凍結線よりも外側で形成されたと考えられている。しかし、もし木星のコアが太陽に近い位置で形成された場合、コアが太陽系内部を外向きに移動する過程で物質共鳴に捕獲して外側へ運び、金星の軌道より内側の領域の物質を枯渇させたかもしれない。このシナリオでは、円盤中を太陽に向かって落下するペブルの一部が円盤の内縁に捕獲され、そこで数地球質量のコアが急速に形成されるとしている。その後円盤との相互作用によってコアは外側へ移動して凍結線の外側に到達し、その途中で地球型惑星が形成される領域を横断することになる。外向きの移動が低速であった場合、コアとの共鳴によって円盤の内側から物質が持ち去られるため、水星軌道より内側では惑星は形成されなくなる。またこのモデルでは、外側へ移動するコアの軌道の外側の共鳴の位置に物質が捕獲されることで地球質量程度の別のコアが形成され、これが土星のコアになった可能性も指摘している。
また、円盤風の影響を考慮した原始惑星系円盤の進化によって内側の惑星の欠如を説明する仮説も存在する。円盤風とは原始惑星系円盤の表面からガスが散逸していく現象であり、これを考慮して進化する原始惑星系円盤の中では、惑星胚は合体して惑星を形成する前に外側へと移動する場合がある。円盤風によるガスの散逸が弱い場合はタイプI移動が抑制されて惑星胚の内側への移動が低速になるが、円盤風が強い場合は円盤の構造が大きく変化し、1 au 以内の惑星胚は外側へと移動する。そのため太陽系は水星軌道の内側に惑星を持てなかった可能性がある。
かつては内側に初期世代の惑星が存在したが、軌道不安定による衝突破壊によって失われた可能性もある。この仮説では、初期は現在の金星の軌道よりも内側に大きな惑星が存在し、太陽系の年齢の 1〜10% 程度のある程度の期間は存在していたものの、長期的な重力の摂動によって軌道が不安定化して衝突により破壊されてしまったとしている。衝突によって生成した小さい破片はポインティング・ロバートソン効果によって太陽へ落下して失われ、衝突の結果として一つだけ残された残骸が水星であるとの可能性を提案している。
微惑星形成が早い段階のみにおいてストリーミング不安定性によって発生する場合、微惑星円盤の内縁はケイ酸塩岩石が凝縮する場所に存在し、そのため太陽系の内側では惑星が形成されなかったとする仮説も存在する。太陽系が形成される初期段階では円盤の内側は高温であり、現在の金星軌道付近の 0.7 au 以内では岩石は蒸発し気体として存在していた可能性がある。そのため固体物質は 0.7 au より外側にしか存在せず、それより内側では微惑星が形成されない。円盤が低温になるに従って岩石粒子は蒸発せずに内側へ流れていくことが出来るが、降着する微惑星が存在しないため太陽へ落下していくのみとなる。
また、水星の軌道より内側で微惑星が形成されるためには、恒星の磁場は円盤の回転と揃った向きになっている必要があったとも考えられている。これは、磁場と円盤中のガスの間にはホール効果が働くが、この効果は磁場の向きによって大きく変化するためである。恒星の磁場と円盤の回転軸が反平行になっている場合は円盤内側では微惑星形成に適さない環境になる。しかし平行であった場合は円盤ガスの枯渇によって、ガスに対する固体物質の割合が大きくなり、ストリーミング不安定性や重力収縮を起こして微惑星を形成するのに適した環境になる。
その他、恒星に近い軌道でスーパー・アースを形成するためには、初期の太陽系で発生したよりも大きなペブルの内側への流束が必要だったとする指摘もある。ペブルの流束が小さい場合は、惑星胚の成長は遅く内側への移動も遅いため、円盤のガスが散逸した段階では広い軌道間隔を持った火星質量程度の惑星胚が形成される。その後これらは互いに衝突して地球型惑星を形成するが、この場合は質量は最大でも5地球質量に留まる。一方でペブルの流束が大きい場合は惑星胚は大きく成長して円盤内を内側へ移動し、円盤の内縁付近に集まって合体成長を起こす。その結果として5〜20地球質量のスーパー・アースが狭い範囲に集まった配置となる。